# Gustavo Green
Pour les articles homonymes, voir Green.
 (septembre 2014).
Si vous disposez d'ouvrages ou d'articles de référence ou si vous connaissez des sites web de qualité traitant du thème abordé ici, merci de compléter l'article en donnant les références utiles à sa vérifiabilité et en les liant à la section « Notes et références ».
Gustavo H. Green Córdoba, né le 10 mai 1880 à Malaga (Andalousie, Espagne) et mort le 9 novembre 1965 à Bilbao, est un footballeur espagnol du début du XXe siècle.

## Biographie
Gustavo Green naît à Málaga d'un père anglais et d'une mère espagnole. Catalan d'adoption (il se marie avec une Catalane à Barcelone), il est la première star du football catalan. Après une enfance dans un quartier du sud de Londres, il s'installe à Barcelone et joue au football avec l'Escocès FC, le Català FC et le Team Roig.
Gustavo Green est décisif dans l'obtention de la première Coupe Macaya (ancêtre du championnat de Catalogne) par l'Hispània mais des divergences avec ce club entraînent son départ et son recrutement par le FC Barcelone avec qui il gagne la deuxième Coupe Macaya,.
La saison suivante, il est recruté par l'Espanyol de Barcelone où il passe l'essentiel de sa carrière. Il remporte la troisième et dernière édition de la Coupe Macaya. Il est le meilleur buteur de cette compétition. Il remporte donc toutes les éditions de cette Coupe à chaque fois avec une équipe différente.
Green joue brièvement au Barça en 1906 avant de retourner à l'Espanyol où il met un terme à sa carrière de joueur. Il exerce ensuite des fonctions dans le comité de direction de l'Espanyol.

## Palmarès
- Vainqueur de la Coupe Macaya en 1901, 1902 et 1903
- Champion de Catalogne en 1904 et 1912